# Null (serie televisiva)
Null è una serie televisiva norvegese adolescenziale del 2018 creata da Alexander Johansson. La serie nasce sulla scia della nota serie Skam (2015-2017), dalla quale riprende tematiche e stile, ovvero il racconto della vita giornaliera di alcuni studenti attraverso il rilascio quotidiano, sul sito web ufficiale, di clip (che compongono un episodio) e anche alcuni messaggi dal punto di vista della protagonista della stagione. La serie è ambientata a Parigi.

## Episodi
La serie è stata rinnovata per una seconda stagione.

### Prologo
| Nº | Titolo originale   |
| -- | ------------------ |
| 1  | Embassy phone call |
| 2  | Stay longer        |
| 3  | Instagram Cafe     |
| 4  | Cafe               |
| 5  | The Dance          |
| 6  | Working Alba       |
| 7  | Salad Days         |
| 8  | Long               |

### Prima stagione
| Nº | Titolo originale |
| -- | ---------------- |
| 1  | A dream          |
| 2  | FML              |
| 3  | Happy New Year   |
| 4  | Festivus         |
| 5  | Toothbrush       |
| 6  | Party Time       |
| 7  | KO               |

## Personaggi e interpreti

### Personaggi principali
- Erling, interpretato da Herman Tømmeraas
- Sunny, interpretata da Mankirat Singh
- Alba, interpretata da Emma Norli Ivarsson
- Iris, interpretata da Sara Moland
- Viktor, interpretato da Anders Steinsholt
- Kaja, interpretata da Lea Meyer
- Hilde, interpretata da Maria Stavang
- Silje, interpretata da Yrsa Ulriksdottir
- Viggo, interpretato da Viggo Venn
- Jens, interpretato da Bo Bang-Hansen
- Aslak, interpretato da Thomas Cappelen
- Hard, interpretato da Markus Bjørnebeth